# Maja e Arapit
Maja Arapit (alb. Maje e Arapit lub Maja e Harapit) – szczyt górski w Górach Północnoalbańskich (serb. Prokletije) na Półwyspie Bałkańskim. Położony jest w Parku Narodowym Thethit. Główny wierzchołek ma wysokości 2217 m n.p.m. i sąsiaduje z Qatat e Verlla (2333 m n.p.m.). Na zachód  położony jest najwyższy szczyt Gór Północnoalbańskich Maja e Jezercës (2694 m n.p.m.). Na północ od szczytu znajdują się Maja Shkurt (2499 m n.p.m.), Maja Lagojvet (2540 m n.p.m.), a dalej na terenie Czarnogóry szczyty Maja Vukoces (2450 m n.p.m.) i masyw Trojan (2190 m n.p.m.). Na stoku góry od strony doliny rzeki Shalë, która w tym swym górnym biegu nosi nazwę Thethit (alb. Luni i Thethit), na północ od Theth znajduje się wejście do Jaskinia Maja Arapit (alb. Shpella e Majes te Arapit ). Jest to obecnie najdłuższa jaskinia w Albanii. Według badań przeprowadzonych przez międzynarodową ekspedycję długość jaskini wynosi 2643 m a jej głębokość 365 m.